# آدم بلاك
آدم بلاك (بالإنجليزية: Adam Black)‏ (18 فبراير 1898 في المملكة المتحدة - 30 أغسطس 1981) هو لاعب كرة قدم بريطاني (وحمل سابقاً جنسية المملكة المتحدة لبريطانيا العظمى وأيرلندا) في مركزي الدفاع والظهير. لعب مع ليستر سيتي وBathgate F.C. ‏.